# Isla Sveti Nikola
Isla Sveti Nikola o bien Isla de San Nicólas (en montenegrino: Острво Свети Никола, Ostrvo Sveti Nikola) es una isla en el mar Adriático, en el país europeo de Montenegro, que administrativamente depende del municipio de Budva.
Sveti Nikola se encuentra frente a la ciudad de Budva, a 1 km del casco antiguo de la referida localidad. La isla tiene 2 km de largo, y tiene una superficie de 36 hectáreas (89 acres). El punto más alto de la isla es un acantilado que se eleva hasta los 121 metros sobre el mar.
La isla es un popular sitio de excursión en la zona de Budva. Cuenta con tres playas de arena grandes con una longitud total de 840 metros (2.760 pies), y numerosas pequeñas playas, accesibles solo por barco.